# Walters (Oklahoma)
Walters es una ciudad ubicada en el condado de Cotton en el estado estadounidense de Oklahoma. En el año 2010 tenía una población de 	2551 habitantes y una densidad poblacional de 	117,56 personas por km².

## Geografía
Walters se encuentra ubicada en las coordenadas 34°21′23″N 98°18′57″O / 34.356353, -98.315773.

## Demografía
Según la Oficina del Censo en 2000 los ingresos medios por hogar en la localidad eran de $25,771 y los ingresos medios por familia eran $31,532. Los hombres tenían unos ingresos medios de $27,578 frente a los $18,669 para las mujeres. La renta per cápita para la localidad era de $14,398. Alrededor del 19.6% de la población estaban por debajo del umbral de pobreza.